# Limnophora nigra
Limnophora nigra är en tvåvingeart som beskrevs av Xue 1984. Limnophora nigra ingår i släktet Limnophora och familjen husflugor. Inga underarter finns listade i Catalogue of Life.